# TT124
La tombe thébaine TT 124 est située à Cheikh Abd el-Gournah, dans la nécropole thébaine, sur la rive ouest du Nil, face à Louxor en Égypte.
C'est la sépulture de Ray (Rˁ.j), surveillant des entrepôts du pharaon, vivant soit durant le règne de Thoutmôsis Ier, soit sous les règnes d'Amenhotep Ier à Thoutmôsis Ier, soit sous les règnes d'Hatchepsout à Thoutmôsis III (XVIIIe dynastie).